# Kölnbrein duzzasztógát
A Kölnbrein boltíves duzzasztógát az ausztriai Magas-Tauern hegységben, Karintia tartományában található. 1971 és 1979 között épült és 200 méteres magasságával ez a legmagasabb duzzasztógát Ausztriában. A víztározó az elsődleges tárolóként szolgál egy három szakaszból álló szivattyús-tároló hálózatban, amelynek részei: 9 gát, négy vízerőmű, egy vezetéksor és zsilipek. A komplexum tulajdonosa a Verbund, más néven Málta-Reisseck Erőmű Csoport. A csoport kapacitása 1028,5 MW, éves termelése 1216 GW. A duzzasztógát feltöltésekor több repedés jelent meg  és több mint egy évtized telt el a javításokkal, amíg a tározó elérte a maximális szintet. Jelenleg a Reisseck II szivattyús-tároló erőmű építés alatt áll, ami Málta és Reisseck csoporthoz csatlakozásával azt további 430 MW-os teljesítménnyel fogja növelni.

## Építkezés

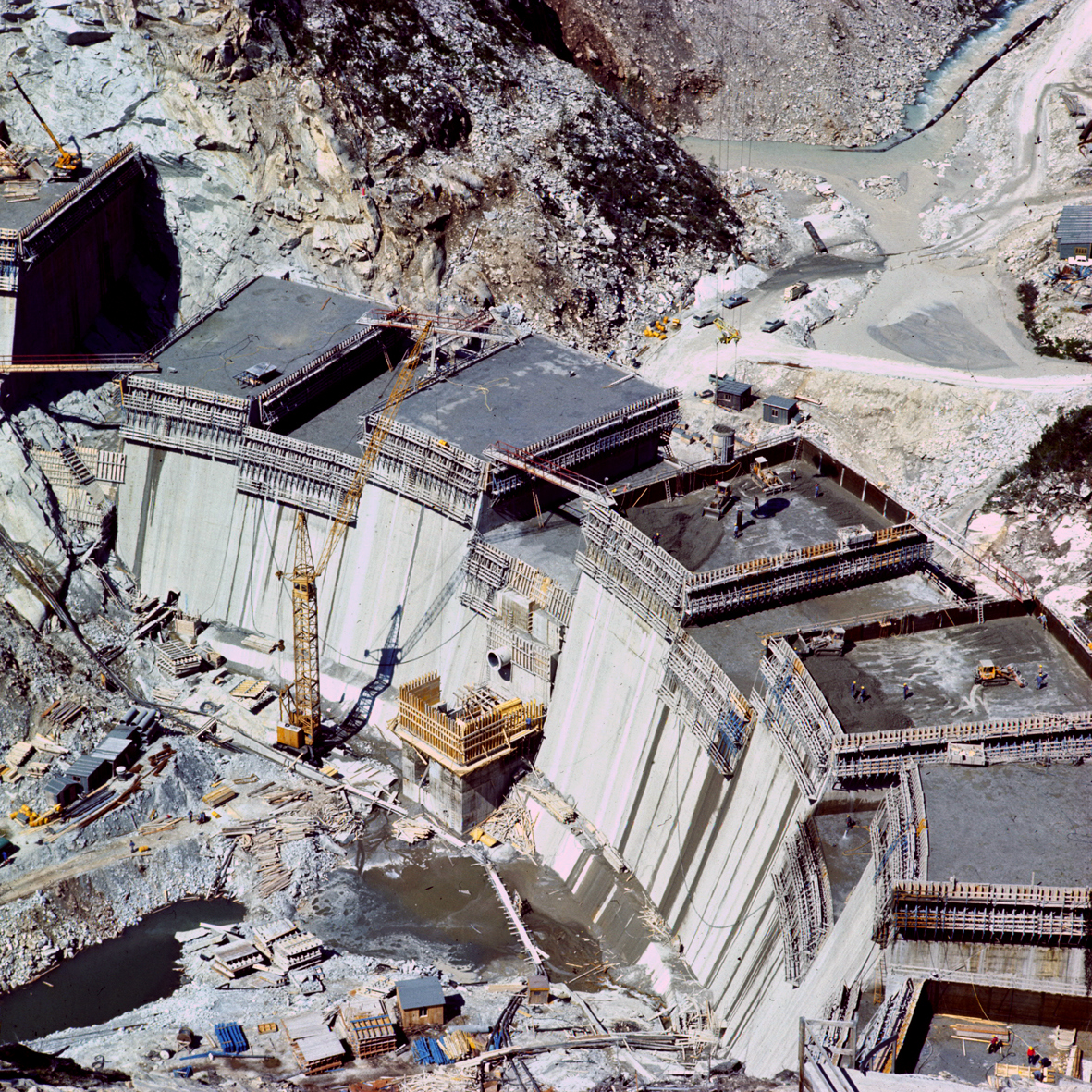
Beton kiöntési munkálatok 1975-ben

A duzzasztógát terveit már 1930-ban megfogalmazták, de az építkezés 1971-ig nem kezdődött el. A cement és más építőipari anyagok mozgatása előtt egy bekötőút kialakítására volt szükség. Ez nehéznek bizonyult, mivel a Malta-völgy 14 km szakaszon 300 m-t emelkedik, és néhol már 13 százalékos emelkedőnek számít. Hogy teljes legyen az út, 6 alagutat kellett fúrni. 1973-ban, az építés haladt, az odaszállított cementet helyi forrásból nyert adalékanyaggal keverték. A hőtágulás csökkentése érdekében csak 30 m³ betont öntöttek egyszerre és az anyagba csöveket vezettek, amelyek vizet keringtettek. A szerkezet 30 oszlopból állt, illesztésenként hézagkitöltéssel. Az építőipari feltételek nem voltak ideálisak egy ilyen magasan fekvő völgyben, mivel a munkásokat a hó és az eső mellett 80 km/h-s szél is akadályozta.

## Befejezés és repedések

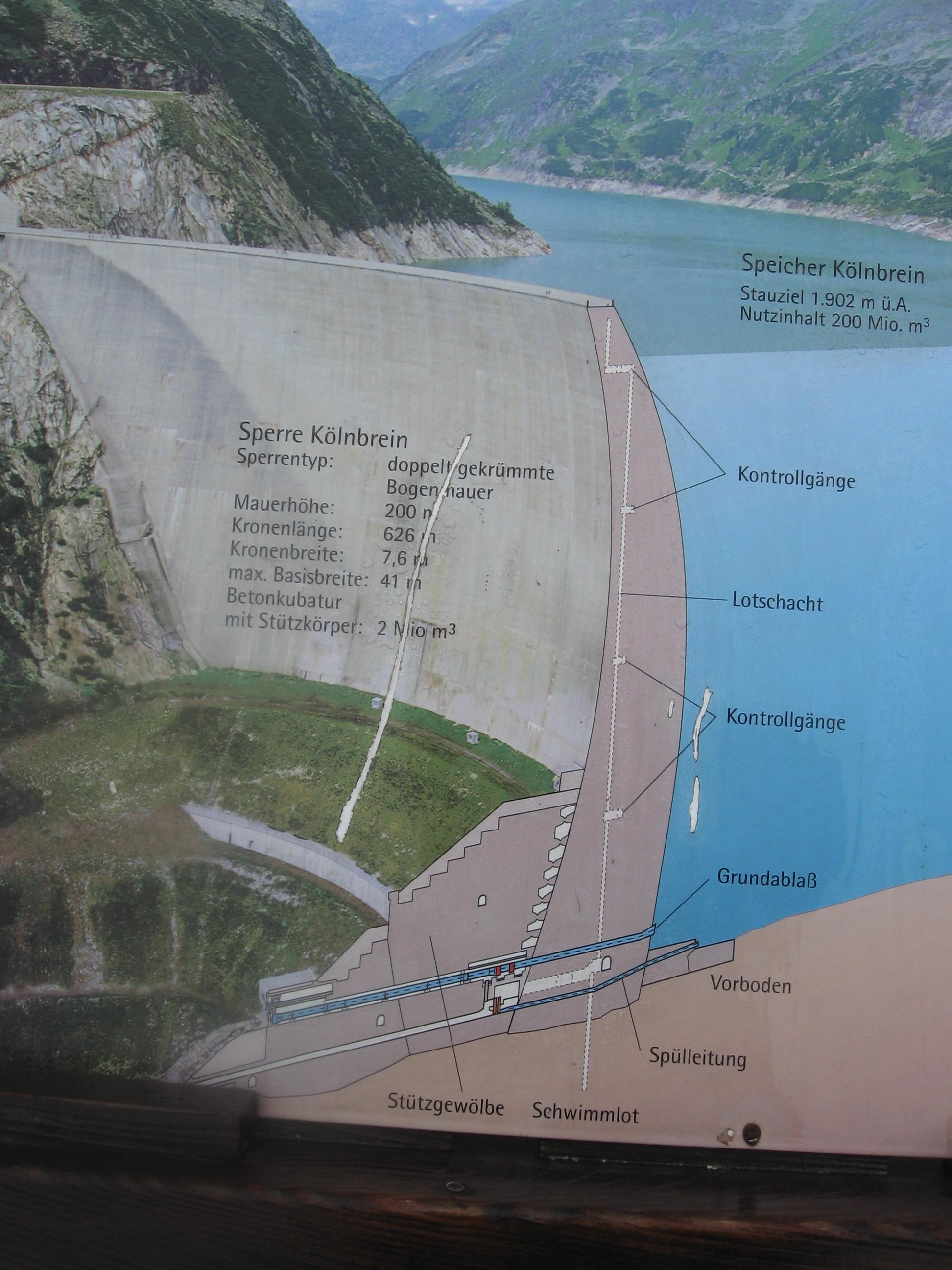
A Kölnbrein gát áttekintő vázlata

1977-re a duzzasztógát építése már előrehaladott stádiumba jutott, el lehetett kezdeni a tározó elárasztását. A vízzel való feltöltés közben repedések jelentek meg a duzzasztógát belső oldalának tövében, amikor a tározó szintje 42 m-rel alatta volt a maximális üzemi szintnek, ami 1902 m-es tengerszint feletti magasságban van. A duzzasztógátra fölfele ható nyomás váratlanul növekedett a mérnökök attól tartottak, hogy a szerkezetet borító habarcsfüggöny megsérül. Mivel a duzzasztógát egy U alakú völgyben van a szokásos V helyett, a hidrosztatikai nyomás rendkívül magas a belső (vizes) oldal középső tövében. Mivel sok víz szivárgott be a gát alján, a víz szintjét lecsökkentették, és a mérnökök növelték vízelvezetést. 1979-ben, a habarcs függönyt megerősítve egy teljes feltöltést sikertelenül kíséreltek meg. 1980 és 1981 között poliuretán gyantát használtak az illesztések közötti újra feltöltéshez, ami le lett fagyasztva a következő feltöltési kísérletkor, amely lehetővé tette természetes felolvadást. Amint a javítások előrehaladtak, újra repedések alakultak ki az alátámasztás (oldalak) közelében, a külső (száraz) oldalon, vízszintes irányban.
A műanyag fólia burkolatú beton takaró lett fektetve a völgy belső (vizes) oldalára a gát mögött 1981 és 1983 között. A következő néhány évben, ezt a burkolatot javítani kellett, és a cementfüggönyt újra kellett tölteni. 1984-ben a tározó képes volt elérni a teljes 90 százalékot. 1979-ben és 1983-ban ideiglenesen elérte a maximális szintet is, de azt nem lehetett biztonságosan fenntartani. 1984-ben a tározó szintje 15-20 m-rel a maximum alatt volt, mivel ezen a szinten lehetett biztonságosan működtetni, bár csökkentett kapacitással.
Ezen javító intézkedések ellenére egy hosszú távú megoldásra volt szükség. Ez egy 70 m magas „tolóerő blokk” formájában érkezett, amit a gát külső (száraz) oldalának alapjánál kellett létrehozni, hogy felvegye a gát felől jövő terhelést és ráterhelődjön alátámasztásra. Építését 1988-ban hagyták jóvá, és 1989 és 1992 között kivitelezték. A gát és a blokk összekapcsolásához több mint 600 speciális neoprén betét kellett, amelyek alkalmazkodnak a víztározó növekvő és csökkenő szintjekor változó erőkhöz. Ezen túlmenően, a gát illesztései és rései újra lettek töltve, de már vízálló epoxigyantával. 
A tározó 1993-ban érte el a maximális tervezett vízszintet.

## Bővítés: Reisseck II

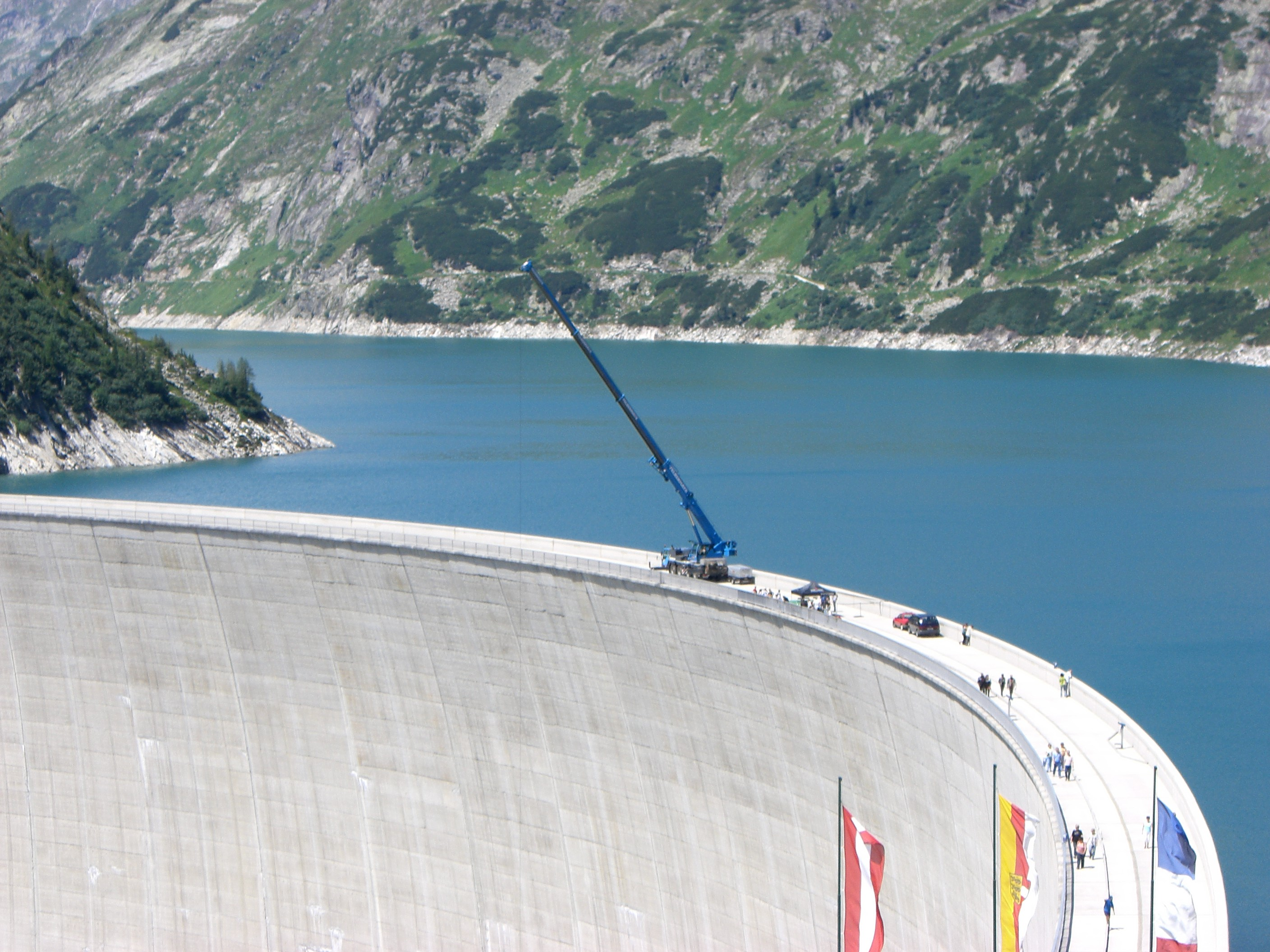
Kötélugrás a gáton

A Verbund jelenleg a Reisseck II szivattyús tároló-állomást építi, amely hasznosítani fogja a Grosser Mühldorfer tározót, mind a felső és a Gösskar tározót, mind az alsó tározót. A Grosser Mühldorfer felől egy 5,3 km-es tápláló csatorna készül ami csatlakozik egy meglévő csatornához a főszakasznál (Rottau). Egy 820 m hosszú zsilip látja el a Reisseck II erőművet vízzel. Az erőmű 200 m-rel a föld alatt lesz két 215 MW-os megfordítható Francis-turbinával ellátva. Teljes kapacitása 430 MW, így 40%-kal növeli meg az erőmű csoport kapacitását 1026-ról 1459 MW-ra. 2010-ben kezdik el építeni és várhatóan 2014-ben fejeződik be aminek várható költsége 385 millió euró.

## Turizmus
A Verbund túrákat is kínál az erőmű csoporthoz, különösen a Kölnbrein gáthoz. 2010-ben skywalk-ot szereltek fel a gát tetejére a látogatók számára, ami egy kötélugráshelyszín is egyben. A gát a Magas-Tauern Nemzeti Parkban fekszik, a Malta magashegyi út tetején, ami egy turista célpont is egyben. A gáthoz naponta vannak túrák, viszont az út csak május 9. és október 26. között használatos.